# Xã Hanna, Quận LaPorte, Indiana
Xã Hanna (tiếng Anh: Hanna Township) là một xã thuộc quận LaPorte, tiểu bang Indiana, Hoa Kỳ. Năm 2010, dân số của xã này là 965 người.